# Megastomatohyla
Megastomatohyla é um gênero de anfíbios da família Hylidae.
As seguintes espécies são reconhecidas:
- Megastomatohyla mixe (Duellman, 1965)
- Megastomatohyla mixomaculata (Taylor, 1950)
- Megastomatohyla nubicola (Duellman, 1964)
- Megastomatohyla pellita (Duellman, 1968)